# 15 listopada
15 listopada jest 319. (w latach przestępnych 320.) dniem w kalendarzu gregoriańskim. Do końca roku pozostaje 46 dni.

## Święta
- Imieniny obchodzą: Albert, Alfons, Artur, Gurias, Idalia, Józef, Leopold, Leopoldyna, Przybygniew, Sekundus i Roger
- Autonomia Palestyńska – Święto Niepodległości
- Belgia – Dzień Świętego Leopolda, Dzień Wspólnoty Niemieckojęzycznej Belgii
- Brazylia – Święto Republiki
- Polska – Święto Wojskowego Centrum Geograficznego (od 2009)[1]
- Wybrzeże Kości Słoniowej – Dzień Pokoju
- Wspomnienia i święta w Kościele katolickim[2][3] obchodzą:
  - św. Albert Wielki (biskup i doktor Kościoła)
  - św. Artur z Glastonbury (męczennik)
  - św. Eugeniusz (biskup Toledo)
  - św. Fintan z Rheinau (mnich i rekluz)
  - św. Leopold III (margrabia), zw. Pobożnym
  - bł. Łucja z Narni (tercjarka)
  - św. Józef Pignatelli (odnowiciel zakonu jezuitów; wspomnienie również 14 i 28 listopada)

## Wydarzenia w Polsce
- 1290 – Książę kaliski i poznański Przemysł II wydał w Dłusku zgodę na lokację Słupcy na prawie magdeburskim.
- 1416 – Synod duchowieństwa prawosławnego wybrał w Nowogródku mnicha bułgarskiego Grzegorza Cambłaka na metropolitę kijowskiego
- 1520 – Wojna pruska: Krzyżacy po jednodniowym oblężeniu zdobyli Dobre Miasto i dokonali rzezi obrońców (oddziału zaciężnych czeskich i polskich) oraz warmińskich chłopów, którzy schronili się tam z dobytkiem.
- 1588 – Został poświęcony kościół św. Mateusza Apostoła i Ewangelisty i św. Wawrzyńca Męczennika w Pabianicach.
- 1620 – W Warszawie niezrównoważony psychicznie szlachcic Michał Piekarski usiłował dokonać zamachu na króla Zygmunta III Wazę.
- 1702 – Zainaugurowała działalność Akademia Leopoldyńska we Wrocławiu (późniejszy Uniwersytet Wrocławski).
- 1714 – Rozpoczęto budowę kościoła Świętej Trójcy we Wrocławiu.
- 1801 – Został poświęcony kościół Matki Bożej Bolesnej w Rybniku.
- 1822:
  - Uruchomiono latarnię morską na Rozewiu.
  - Założono Wyższe Seminarium Duchowne w Tarnowie.
- 1858 – Otwarto dworzec Rzeszów Główny.
- 1902 – Uruchomiono Kolej Warszawsko-Kaliską.
- 1907 – Uruchomiono elektrownię wodną na rzece Wadąg w Olsztynie.
- 1915 – Ponownie otwarto Uniwersytet Warszawski i Politechnikę Warszawską.
- 1918 – Papież Benedykt XV wystosował przesłanie do narodu polskiego w chwili odzyskania niepodległości.
- 1920 – Utworzono Wolne Miasto Gdańsk.
- 1934 – Polskie i niemieckie poselstwa podniesiono do rangi ambasad.
- 1942 – Polityczny Komitet Porozumiewawczy zaakceptował statut Delegatury Rządu na Kraj, opracowany przez Delegata Jana Piekałkiewicza.
- 1950 – Utworzono Ośrodek Pracy Więźniów w Piechcinie.
- 1951 – 16 osób zginęło w katastrofie samolotu Li-2 pod Tuszynem.
- 1955 – Zwodowano pierwszy polski dziesięciotysięcznik „Marceli Nowotko”.
- 1962 – W Warszawie oddano do użytku odbudowaną po II wojnie światowej zachodnią Halę Mirowską.
- 1966 – Zrekonstruowana przez Piotra Kartawika rasa ogar polski została zarejestrowana w Międzynarodowej Federacji Kynologicznej.
- 1978 – 30 osób zginęło, a 9 odniosło obrażenia w dwóch katastrofach autobusów pod Żywcem.
- 1982 – Założono Polskie Towarzystwo Alergologiczne.
- 1985 – Na rozkaz ministra spraw wewnętrznych gen. Czesława Kiszczaka Milicja Obywatelska rozpoczęła Akcję „Hiacynt”, polegającą na zbieraniu materiałów o polskich homoseksualistach i ich środowisku, w wyniku której zarejestrowano ok. 11 000 akt.
- 1987 – Podpisano deklarację założycielską Polskiej Partii Socjalistycznej.
- 1998 – Weszła w życie ustawa umożliwiająca zawieranie tzw. ślubów konkordatowych.
- 2005 – Otwarto południową obwodnicę Torunia.
- 2007 – Na przejeździe kolejowo-drogowym w Polednie (woj. kujawsko -pomorskie) pociąg osobowy zderzył się z naczepą samochodu ciężarowego. Zginęli maszynista i pasażerka pociągu, a ok. 20 osób zostało rannych.
- 2010 – Wprowadzono zakaz palenia tytoniu w miejscach publicznych.
- 2019 – Został zaprzysiężony drugi rząd Mateusza Morawieckiego.
- 2022 – Rakieta S-300, wystrzelona przez Ukraińców w czasie zmasowanego ataku rosyjskiego na obiekty cywilne na Ukrainie, wskutek awarii uderzyła w suszarnię zboża we wsi Przewodów w powiecie hrubieszowskim, w wyniku czego zginęły 2 osoby.

## Wydarzenia na świecie

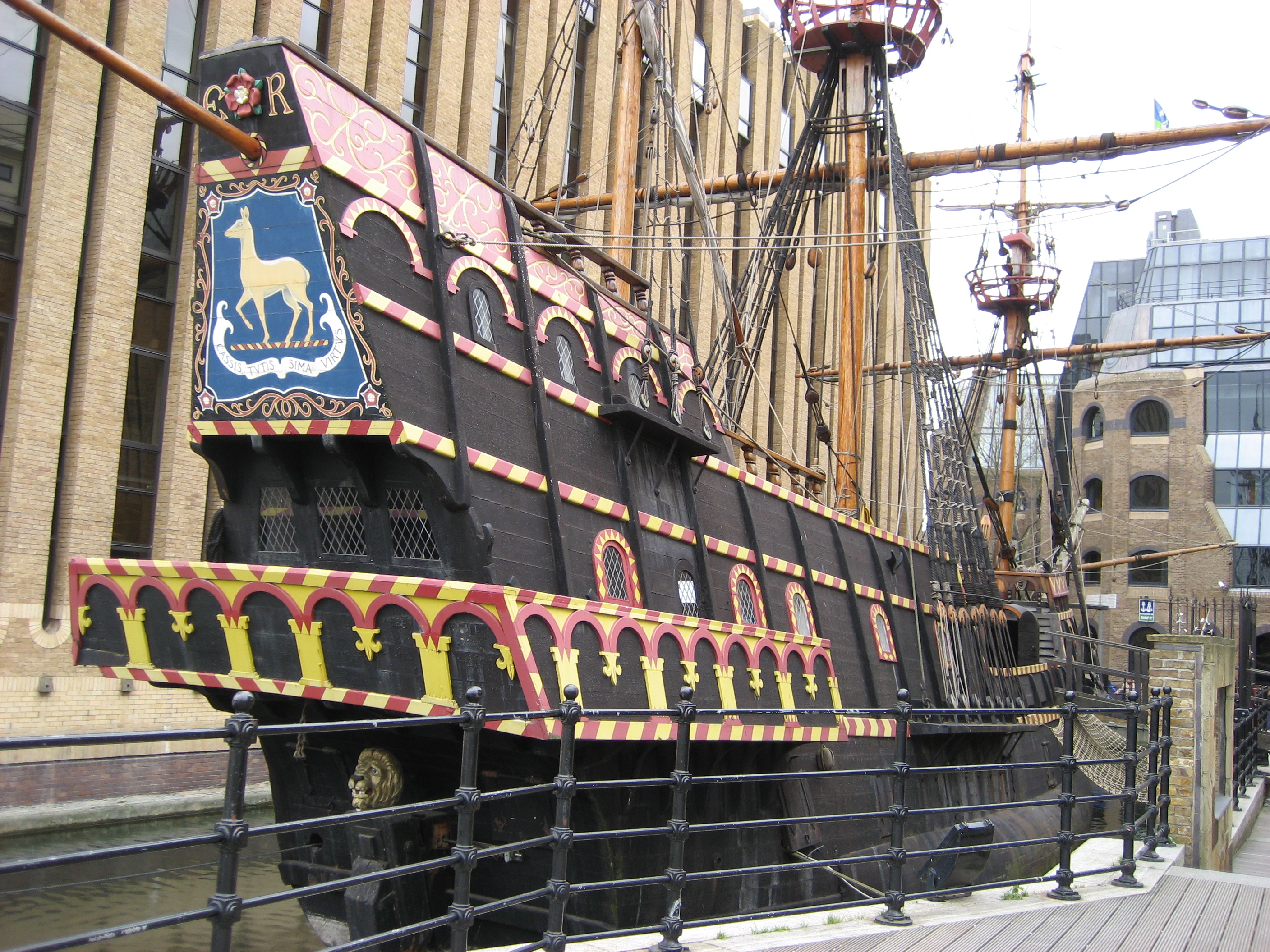
Replika „Złotej Łani”, flagowego okrętu Francisa Drake’a w czasie jego wyprawy dookoła świata (1577)

- 655 – Zwycięstwo wojsk Nortumbrii nad wojskami Mercji w bitwie pod Winwaed.
- 1028 – Roman III Argyros został cesarzem bizantyńskim.
- 1315 – Zwycięstwo wojsk szwajcarskich nad austriackimi w bitwie pod Morgarten.
- 1316 – Urodził się formalnie zostając królem Francji i Nawarry Jan I Pogrobowiec, syn zmarłego w czerwcu Ludwika X Kłótliwego. Do śmierci noworodka 5 dni później regencję sprawował jego stryj i kolejny król Filip V Wysoki.
- 1325 – Zwycięstwo Modeny nad Bolonią w bitwie pod Zappolino.
- 1492 – W dzienniku wyprawy do Nowego Świata Krzysztofa Kolumba pojawiła się pierwsza wzmianka o tytoniu.
- 1533 – Hiszpański podbój Peru: konkwistador Francisco Pizarro ostatecznie pokonał Państwo Inków, zajmując w imieniu króla Hiszpanii ich stolicę Cuzco.
- 1553 – Odkopano brązową rzeźbę Chimera z Arezzo z pierwszej połowy IV wieku p.n.e.
- 1573 – Hiszpański konkwistador Juan de Garay założył miasto Santa Fe w Argentynie.
- 1577 – Francis Drake wyruszył na wyprawę przeciw hiszpańskim posiadłościom na Pacyfiku, podczas której jako drugi opłynął Ziemię. Za swe zasługi został uszlachcony przez królową Elżbietę I Tudor.
- 1626 – Wojna chłopska w Austrii: klęska powstańców w bitwie pod Pinsdorf.
- 1666 – Po nieudanej próbie zdobycia Bremy szwedzki feldmarszałek Carl Gustaf Wrangel został zmuszony do zawarcia pokoju w Habenhausen.
- 1703 – Wojna o sukcesję hiszpańską: zwycięstwo wojsk francuskich nad siłami Hesji-Kassel i Palatynatu w bitwie nad rzeką Speyerbach.
- 1715 – Holandia i Austria zawarły tzw. trzeci traktat barierowy wyznaczający granicę belgijsko (wówczas Austriackie Niderlandy)-holenderską.
- 1728 – Papież Benedykt XIII erygował diecezję Fabriano we Włoszech.
- 1745 – Powstanie jakobickie: szkoccy jakobici zdobyli po oblężeniu miasto Carlisle w północno-zachodniej Anglii wraz z zamkiem.
- 1770 – Dwa hiszpańskie statki przypłynęły na Wyspę Wielkanocną, jako druga europejska wyprawa po 48 latach od jej odkrycia przez Holendra Jacoba Roggeveena.
- 1777 – W Yorku w stanie Pensylwania Kongres Kontynentalny przyjął Artykuły konfederacji i wieczystej unii.
- 1790 – Leopold II Habsburg został koronowany w Bratysławie na króla Węgier.
- 1796 – I koalicja antyfrancuska: rozpoczęła się bitwa pod Arcole.
- 1812 – Inwazja Napoleona na Rosję: rozpoczęła się bitwa pod Krasnym.
- 1830 – Brytyjska Izba Gmin przegłosowała wotum nieufności wobec pierwszego rządu księcia Wellington.
- 1839 – Po 4 miesiącach istnienia upadła zbuntowana Republika Juliana w Brazylii.
- 1848 – W Rzymie został zamordowany minister sprawiedliwości Państwa Kościelnego Pellegrino Rossi.
- 1852 – Niemiecki astronom Hermann Goldschmidt odkrył planetoidę (21) Lutetia.
- 1854 – Założono Francuskie Stowarzyszenie Fotograficzne (SFP).
- 1863 – Chrystian IX został królem Danii.
- 1864 – Wojna secesyjna: rozpoczął się marsz Shermana.
- 1868 – Erupcja Wezuwiusza.
- 1884 – Rozpoczęła się konferencja berlińska w sprawie podziału kontynentu afrykańskiego.
- 1885 – Założono miasto Nederland w amerykańskim stanie Kolorado.
- 1889 – W Brazylii mjr Deodoro da Fonseca obalił cesarstwo i proklamował republikę.
- 1892 – Francuski astronom Auguste Charlois odkrył planetoidę (344) Desiderata.
- 1893 – Założono szwajcarski klub piłkarski FC Basel.
- 1894 – Prudente de Morais został prezydentem Brazylii.
- 1898 – Campos Sales został prezydentem Brazylii.
- 1899 – Juan Isidro Jimenes został prezydentem Dominikany.
- 1901 – Otwarto Kanał Królewiecki.
- 1902 – Rodrigues Alves został prezydentem Brazylii.
- 1906:
  - Afonso Pena został prezydentem Brazylii.
  - Odkryto kometę 97P/Metcalf-Brewington.
  - Zwodowano japoński pancernik „Satsuma”.
- 1907 – Indeks Dow Jones na nowojorskiej giełdzie osiągnął najniższy poziom od momentu wybuchu w październiku paniki na amerykańskich rynkach finansowych.
- 1908 – Utworzono Kongo Belgijskie.
- 1910 – Hermes de Fonseca został prezydentem Brazylii.
- 1911 – Del Rio w Teksasie uzyskało prawa miejskie.
- 1914 – Venceslau Brás został prezydentem Brazylii.
- 1918 – Delfim Moreira został prezydentem Brazylii.
- 1920 – W Genewie po raz pierwszy zebrało się Zgromadzenie Ligi Narodów.
- 1922:
  - Artur da Silva Bernardes został prezydentem Brazylii.
  - Republika Dalekiego Wschodu została włączona do Rosji Radzieckiej.
- 1923 – António Ginestal Machado został premierem Portugalii.
- 1925 – Pierszy nacyjanalny kanał biełaruskaha radyjo rozpoczął nadawanie.
- 1926:
  - Washington Luís został prezydentem Brazylii.
  - Zwodowano francuski niszczyciel „Le Fortune”.
- 1935 – Manuel Luis Quezon został prezydentem Filipin.
- 1939 – W Pradze odbył się pogrzeb zabitego przez Niemców studenta Jana Opletala, który przekształcił się w antynazistowską demonstrację.
- 1940 – Husajn Sirri został premierem Egiptu.
- 1941 – Atak Niemiec na ZSRR: dzięki zamarznięciu ziemi pancerne szpice Wehrmachtu, składające się z 51 dywizji, rozpoczęły operację okrążenia Moskwy w celu połączenia się w pobliżu miasta Nogińsk.
- 1942:
  - Bitwa o Atlantyk: niemiecki okręt podwodny U-98 został zatopiony bombami głębinowymi na zachód od Cieśniny Gibraltarskiej przez brytyjski niszczyciel HMS „Wrestler”(inne języki), w wyniku czego zginęła cała, 46-osobowa załoga.
  - Dokonano oblotu myśliwca Heinkel He 219.
  - Kampania śródziemnomorska: niemiecki okręt podwodny U-259 został zatopiony bombami głębinowymi u wybrzeża Algierii przez brytyjski bombowiec Lockheed Hudson, w wyniku czego zginęła cała, 48-osobowa załoga.
  - Wojna na Pacyfiku: zwycięstwo Amerykanów w II bitwie pod Guadalcanalem.
  - W rumuńskiej Timișoarze uruchomiono komunikację trolejbusową.
- 1943 – Heinrich Himmler wydał postanowienie, że Cyganie i „częściowi Cyganie” mają być traktowani tak samo jak Żydzi (Porajmos).
- 1944:
  - Premiera amerykańskiego filmu wojennego 30 sekund nad Tokio w reżyserii Mervyna LeRoya.
  - Wojna na Pacyfiku: amerykański okręt podwodny USS „Queenfish” zatopił w Cieśninie Koreańskiej japoński okręt desantowy „Akitsu Maru”, w wyniku czego zginęło ponad 2 tys. osób.
- 1945:
  - W niemieckim Augsburgu założono emigracyjną Ukraińską Wolną Akademię Nauk.
  - Zoltán Tildy został ostatnim premierem Królestwa Węgier.
- 1947 – Syryjski niedźwiedź brunatny Wojtek, który adoptowany przez żołnierzy 22. Kompanii Zaopatrywania Artylerii w 2. Korpusie Polskim dowodzonym przez gen. broni Władysława Andersa przeszedł szlak bojowy z Iranu do Włoch, został przekazany do ogrodu zoologicznego w Edynburgu.
- 1948:
  - Louis St. Laurent został premierem Kanady.
  - Założono izraelskie linie lotnicze El Al.
- 1949:
  - W mieście Ambala został powieszony zabójca Mahatmy Gandhiego, dziennikarz i hinduski fundamentalista Nathuram Godse.
  - W pobliżu Waterval Boven (obecnie Emgwenya) w południowoafrykańskim Transwalu 56 osób zginęło, a 105 zostało rannych po runięciu z 70-metrowego mostu pociągu z wracającymi do kraju mozambickimi górnikami.
- 1950:
  - 14 osób zginęło, a 6 zostało rannych w wyniku zderzenia pociągu osobowego jadącego z Kristiansand do Oslo z 4 wagonami oderwanymi z pociągu towarowego.
  - Jacobo Arbenz Guzmán wygrał wybory prezydenckie w Gwatemali.
- 1955:
  - Uruchomiono metro w Leningradzie.
  - W Japonii założono Partię Liberalno-Demokratyczną.
- 1956 – Polska delegacja z Władysławem Gomułką i Józefem Cyrankiewiczem na czele przybyła z wizytą do Moskwy.
- 1959 – W Holcomb w stanie Kansas Perry Smith i Richard Hickock zamordowali 4 członków rodziny Clutterów. Zbrodnia ta stała się znana dzięki powieści Trumana Capote’a Z zimną krwią.
- 1964 – 29 osób zginęło w katastrofie lotu Bonanza Air Lines 114 pod Sloan w stanie Nevada.
- 1966 – Wystartował drugi kanał Telewizji Hiszpańskiej (TVE).
- 1967 – W katastrofie amerykańskiego samolotu rakietowego North American X-15 zginął pilot.
- 1971:
  - Firma Intel wprowadziła na rynek pierwszy na świecie mikroprocesor (Intel 4004).
  - Powstała międzynarodowa organizacja łączności satelitarnej Intersputnik.
- 1972 – Zwycięstwo komunistycznych rebeliantów nad wojskami rządowymi w bitwie o Płaskowyż Bolovens w Laosie.
- 1977 – Premiera filmu science fiction Bliskie spotkania trzeciego stopnia w reżyserii Stevena Spielberga.
- 1978 – 183 osoby zginęły w katastrofie wyczarterowanego islandzkiego samolotu Douglas DC-8 na Sri Lance.
- 1980 – Rozpoczęła się wizyta Jana Pawła II w RFN.
- 1982 – W Moskwie odbył się pogrzeb Leonida Breżniewa.
- 1983 – Ogłoszono niepodległość tureckiej części Cypru (Cypru Północnego).
- 1985 – Premierzy Margaret Thatcher i Garret FitzGerald podpisali porozumienie z Hillsborough, po raz pierwszy przyznające Irlandii rolę doradczą w sprawach Irlandii Północnej.
- 1987 – 28 spośród 82 osób na pokładzie zginęło w katastrofie należącego do linii lotniczych Continental Airlines samolotu McDonnell Douglas DC-9, który rozbił się w czasie burzy śnieżnej krótko po starcie z Denver w stanie Kolorado.
- 1988 – Palestyńska Rada Narodowa jednostronnie proklamowała powstanie państwa palestyńskiego.
- 1989 – Lech Wałęsa jako trzeci w historii niepełniący funkcji głowy państwa bądź szefa rządu cudzoziemiec (po markizie Marie Jospephie de La Fayette i Winstonie Churchillu) wygłosił przemówienie do połączonych izb Kongresu Stanów Zjednoczonych. Tłumaczem był Jacek Kalabiński.
- 1990 – Ludowa Republika Bułgarii została przemianowana na Republikę Bułgarii.
- 1994 – 78 osób zginęło, a 225 zostało rannych w trzęsieniu ziemi na filipińskiej wyspie Mindoro.
- 1995 – Rozpoczęła się misja Polskiego Kontyngentu Wojskowego na Haiti.
- 2000:
  - 39 osób zginęło w katastrofie samolotu pasażerskiego An-24 koło stolicy Angoli Luandy.
  - We wschodnich Indiach utworzono stan Dźharkhand.
- 2002:
  - 12 izraelskich osadników zginęło, a 15 zostało rannych w wyniku ataku palestyńskich terrorystów w Hebronie.
  - 4 pasażerów autobusu zginęło, a 9 zostało rannych w dokonanym przez czeczeńskiego terrorystę samobójczym zamachu z użyciem granatu w Malgobeku (Inguszetia).
  - Hu Jintao został sekretarzem generalnym KPCh.
- 2003:
  - 18 osób zginęło, a 27 zostało rannych w stoczni we francuskim Saint-Nazaire, gdy pod grupą osób zwiedzających nowo wybudowany statek pasażerski „Queen Mary 2” zerwał się trap.
  - Otwarto Most Kinieszemski na Wołdze w obwodzie iwanowskim Rosji.
  - W Kopenhadze odbył się I Konkurs Piosenki Eurowizji dla Dzieci.
  - W Stambule 25 osób zginęło, a ponad 300 zostało rannych w wyniku wybuchów samochodów-pułapek przed dwiema synagogami.
- 2004 – Ivo Sanader jako pierwszy od rozpadu Jugosławii premier Chorwacji przybył z oficjalną wizytą do Belgradu.
- 2006 – Joseph Kabila wygrał pierwsze od 22 lat wybory prezydenckie w Demokratycznej Republice Konga.
- 2007 – Około 3,5 tys. osób zginęło w Bangladeszu w wyniku uderzenia cyklonu Sidr.
- 2008:
  - Piraci somalijscy porwali tankowiec „Sirius Star” z 2 milionami baryłek ropy.
- 2009 – W Beninie, w Nigerii została uprowadzona, a następnie zabita 14-letnia działaczka chrześcijańska Vivian Ogu.
- 2011 – Sprent Dabwido został prezydentem Nauru.
- 2012 – Xi Jinping został sekretarzem generalnym KPCh.
- 2017 – Na południowym Atlantyku zaginął argentyński okręt podwodny ARA „San Juan” z 44-osobową załogą.
- 2019 – W Budapeszcie otwarto stadion piłkarski Puskás Aréna.
- 2020 – W drugiej turze wyborów prezydenckich w Mołdawii Maia Sandu pokonała ubiegającego się o reelekcję Igora Dodona.
- 2022 – Według szacunków Funduszu Ludnościowego Narodów Zjednoczonych światowa populacja przekroczyła 8 miliardów.

## Zdarzenia astronomiczne ieksploracja kosmosu
- 1966 – Zakończyła się załogowa misja kosmiczna Gemini 12.
- 1988 – Odbył się jedyny, bezzałogowy lot radzieckiego wahadłowca Buran.
- 1990 – Rozpoczęła się misja STS-38 wahadłowca Atlantis.
- 1999 – Przejście Merkurego na tle tarczy Słońca.
- 2004 – Europejska sonda SMART-1 weszła na orbitę Księżyca.
- 2008 – Rozpoczęła się misja STS-126 wahadłowca Endeavour.
- 2021 – Rosja przeprowadziła test, w ramach którego pociskiem antysatelitarnym wystrzelonym z Ziemi został zniszczony nieaktywny satelita Kosmos 1408, w wyniku czego na orbicie powstała rozległa chmura odłamków, zagrażająca satelitom i Międzynarodowej Stacji Kosmicznej (ISS).

## Urodzili się
- 1313 – Lisan ad-Din Ibn al-Chatib, arabski historyk, poeta, polityk (zm. 1375)
- 1316 – Jan I Pogrobowiec, król Nawarry i Francji (zm. 1316)
- 1397 – Mikołaj V, papież (zm. 1455)
- 1511 – Jan Everaerts, niderlandzki poeta (zm. 1536)
- 1601 – Cecco Bravo, włoski malarz (zm. 1661)
- 1607 – Madeleine de Scudéry, francuska pisarka (zm. 1701)
- 1615 – Veríssimo de Lencastre, portugalski duchowny katolicki, arcybiskup Bragi, kardynał, generalny inkwizytor Portugalii (zm. 1692)
- 1635 – Małgorzata Jolanta, księżniczka sabaudzka, księżna Parmy i Piacenzy (zm. 1663)
- 1640 – Wilhelm von Schröder, niemiecki ekonomista (zm. 1688)
- 1648 – Juan María de Salvatierra, włoski jezuita, misjonarz pochodzenia hiszpańskiego (zm. 1717)
- 1668 – Johann Gottfried von Diesseldorf, gdański uczony, polityk, burmistrz Gdańska (zm. 1745)
- 1670 – Bernard de Mandeville, holendersko-brytyjski filozof, ekonomista, myśliciel polityczny, satyryk (zm. 1733)
- 1674 – Girolamo Grimaldi, włoski kardynał (zm. 1733)
- 1684 – Paul-Hippolyte de Beauvilliers, francuski arystokrata, dowódca wojskowy, dyplomata (zm. 1776)
- 1685 – Balthasar Denner, niemiecki malarz, miniaturzysta (zm. 1749)
- 1688 – Louis Bertrand Castel, francuski jezuita, uczony (zm. 1757)
- 1700 – (lub 30 kwietnia) Marcin Załuski, polski duchowny katolicki, biskup pomocniczy płocki (zm. 1768)
- 1705 – (lub 5 listopada) Louis-Gabriel Guillemain, francuski kompozytor, skrzypek (zm. 1770)
- 1707 – Fredrik von Friesendorff, szwedzki prawnik, polityk (zm. 1770)
- 1708 – William Pitt, brytyjski arystokrata, polityk, premier Wielkiej Brytanii (zm. 1778)
- 1729 – August Kazimierz Sułkowski, polski szlachcic, generał, polityk (zm. 1786)
- 1738 – William Herschel, niemiecko-brytyjski astronom, konstruktor teleskopów, kompozytor (zm. 1822)
- 1741 – Johann Caspar Lavater, szwajcarski kaznodzieja, poeta (zm. 1801)
- 1745 – Salomon Leclerc, francuski lasalianin, męczennik, święty (zm. 1792)
- 1749 – Václav Leopold Chlumčanský, czeski duchowny katolicki, biskup litomierzycki, arcybiskup metropolita praski i prymas Czech (zm. 1830)
- 1752 – Nathaniel Chipman, amerykański prawnik, polityk, senator (zm. 1843)
- 1757:
  - Jacques-René Hébert, francuski dziennikarz, rewolucjonista (zm. 1794)
  - Heinrich Schumacher, duński chirurg, biolog, wykładowca akademicki (zm. 1830)
- 1764 – Hans von Held, niemiecki celnik, poeta, publicysta (zm. 1842)
- 1773 – (lub 1772) Euzebiusz Słowacki, polski historyk i teoretyk literatury, dramaturg, ojciec Juliusza (zm. 1814)
- 1774 – William Horsley, brytyjski kompozytor, organista (zm. 1858)
- 1776:
  - Louisa Capper, brytyjska poetka (zm. 1840)
  - Pehr Henrik Ling, szwedzki propagator gimnastyki leczniczej (zm. 1839)
- 1778:
  - Giovanni Battista Belzoni, włoski siłacz cyrkowy, podróżnik, badacz starożytności, egiptolog amator (zm. 1823)
  - Louis-Toussaint de La Moussaye, francuski wojskowy, dyplomata, administrator, polityk (zm. 1854)
- 1784 – Hieronim Bonaparte, król Westfalii (zm. 1860)
- 1785 – Stanisław Dekowski, polski duchowny katolicki, biskup pomocniczy chełmiński (zm. 1854)
- 1790 – Karl Karow, niemiecki kompozytor (zm. 1863)
- 1793 – Michel Chasles, francuski matematyk, fizyk, historyk nauki, wykładowca akademicki (zm. 1880)
- 1796 – Isaac Toucey, amerykański prawnik, adwokat, polityk, prokurator generalny (zm. 1869)
- 1797 – Thurlow Weed, amerykański dziennikarz, polityk (zm. 1882)
- 1798:
  - Teodor Piotr Krasiński, polski ziemianin, tłumacz (zm. 1870)
  - Carl Graf von Moltke, duński polityk (zm. 1866)
- 1803:
  - Karl von Spruner, niemiecki generał, kartograf (zm. 1892)
  - Albrecht Tischbein, niemiecki inżynier, przedsiębiorca (zm. 1881)
- 1805:
  - Teresa Palczewska, polska aktorka, tancerka (zm. 1858)
  - Florestan Rozwadowski, polski inżynier, topograf, kartograf, badacz Amazonii (zm. 1879)
- 1806 – Elżbieta Romanowa, cesarzówna rosyjska (zm. 1808)
- 1807 – Osip Pietrow, rosyjski śpiewak operowy (bas) (zm. 1878)
- 1812 – Aimé-Victor-François Guilbert, francuski duchowny katolicki, kardynał-nominat, arcybiskup Bordeaux (zm. 1889)
- 1813 – John L. O’Sullivan, amerykański dziennikarz, polityk, dyplomata (zm. 1895)
- 1818:
  - Eduard Müller,niemiecki duchowny katolicki, polityk (zm. 1895)
  - Antoni Świeży, polski działacz społeczny, polityk (zm. 1890)
- 1822 – Ferdynand Sabaudzki, książę Genui (zm. 1855)
- 1825:
  - Gabriel (Kikodze), gruziński biskup i święty prawosławny (zm. 1896)
  - Aleksander Rycerski, polski malarz, konserwator zabytków (zm. 1866)
- 1828 – Lucien-Louis-Joseph-Napoléon Bonaparte, francuski kardynał (zm. 1895)
- 1832 – Hermann Ottomar Herzog, amerykański malarz pochodzenia niemieckiego (zm. 1932)
- 1834 – Otto Deiters, niemiecki neuroanatom (zm. 1863)
- 1837 – Afrikan Spir, rosyjski filozof (zm. 1890)
- 1840 – Telesfor Cholewo, polski szewc, uczestnik powstania styczniowego (zm. 1865)
- 1843 – Alfred Obaliński, polski chirurg (zm. 1898)
- 1845 – Stanisław Ciechanowski, polski prawnik, przedsiębiorca, działacz społeczny i gospodarczy (zm. 1927)
- 1846 – Juan Isidro Jimenes, dominikański przedsiębiorca, polityk, prezydent Dominikany (zm. 1919)
- 1847 – Magdalena Morano, włoska salezjanka, błogosławiona (zm. 1908)
- 1848 – Edmund Świdziński, polski generał piechoty w służbie rosyjskiej (zm. 1919)
- 1849 – Alfons Parczewski, polski prawnik, historyk, etnograf, wykładowca akademicki, polityk (zm. 1933)
- 1850 – Jelena Polenowa, rosyjska malarka, graficzka (ur. 1898)
- 1852:
  - Isabel Ferrer Sabria, hiszpańska błogosławiona (zm. 1936)
  - Taufik Pasza, kedyw Egiptu i Sudanu (zm. 1892)
  - Hugo Zapałowicz, polski podróżnik, botanik, prawnik (zm. 1917)
- 1856 – Franciszek Vetulani, polski inżynier meliorant, urzędnik (zm. 1921)
- 1857 – Michaił Aleksiejew, rosyjski generał (zm. 1918)
- 1859:
  - Bjørn Bjørnson, norweski reżyser teatralny, aktor, dramaturg (zm. 1942)
  - Christopher Hornsrud, norweski polityk, premier Norwegii (zm. 1960)
  - Karol Pollak, polski elektrotechnik, przedsiębiorca, wynalazca (zm. 1928)
  - Stanisław Józef Wiśniewski, polski ziemianin, polityk (zm. 1940)
- 1861 – William Stadden, walijski rugbysta (zm. 1906)
- 1862 – Gerhart Hauptmann, niemiecki pisarz, laureat Nagrody Nobla (zm. 1946)
- 1863:
  - Sante Ceccherini, włoski szablista (zm. 1932)
  - Stefan Mycielski, polski hrabia, ziemianin, podporucznik (zm. 1913)
- 1865:
  - Lea Fatur, słoweńska pisarka, poetka, dramatopisarka (zm. 1943)
  - Zygmunt Lewakowski, polski przemysłowiec, polityk, senator RP (zm. 1941)
- 1866:
  - Stefan Danadżiew, bułgarski psychiatra, neurolog (zm. 1943)
  - Cornelia Sorabji, indyjska pisarka, działaczka społeczna (zm. 1954)
- 1867:
  - Emil Krebs, niemiecki poliglota (zm. 1930)
  - Władysław Studnicki, polski polityk, publicysta (zm. 1953)
- 1868 – Emil Racoviță, rumuński zoolog, speleolog, polarnik (zm. 1947)
- 1869:
  - Wasilij Bartold rosyjski antropolog, orientalista, historyk pochodzenia niemieckiego (zm. 1930)
  - Rodolfo Chiari, panamski polityk, prezydent Panamy (zm. 1937)
  - Arnošt Procházka, czeski krytyk literatury i sztuki, tłumacz (zm. 1925)
  - Arnold Wall, brytyjsko-nowozelandzki poeta (zm. 1966)
- 1871:
  - Stefan Leopold Kulikowski, polski wydawca, kolekcjoner dzieł sztuki, fotografik (zm. 1943)
  - Erich Tschermak, austriacki botanik, genetyk, agronom, wykładowca akademicki (zm. 1962)
- 1872 – Kazimierz Porębski, polski wiceadmirał, rosyjski kontradmirał (zm. 1933)
- 1874 – August Krogh, duński fizjolog, laureat Nagrody Nobla (zm. 1949)
- 1876:
  - Stanisław Kutrzeba, polski historyk prawa (zm. 1946)
  - Anna de Noailles, francuska poetka, pisarka pochodzenia rumuńskiego (zm. 1933)
- 1877 – Leopold Skulski, polski farmaceuta, chemik, polityk, premier RP (zm. po 1939)
- 1879 – Lewis Stone, amerykański aktor (zm. 1953)
- 1880 – Juliusz Adler, polski aktor pochodzenia żydowskiego (zm. po 1950)
- 1881 – Hilary Lachs, polski fizykochemik, wykładowca akademicki pochodzenia żydowskiego (zm. 1942)
- 1882:
  - Łazar Biczerachow, rosyjski generał, emigracyjny działacz narodowowyzwoleńczy (zm. 1952)
  - Maurice Germot, francuski tenisista (zm. 1958)
  - Kurt Warnekros, niemiecki ginekolog (zm. 1949)
- 1883:
  - Augustin Barié, francuski organista, kompozytor zm. 1915)
  - Aleksandr Szyszkow, rosyjski rewolucjonista, bolszewik (zm. 1920)
- 1885 – Matwij Jaworskyj, ukraiński historyk, marksista (zm. 1937)
- 1886 – René Guénon, francuski myśliciel i pisarz ezoteryczny (zm. 1951)
- 1887:
  - Hitoshi Ashida, japoński polityk, premier Japonii (zm. 1959)
  - Georgia O’Keeffe, amerykańska malarka (zm. 1986)
- 1888 – Harald Sverdrup, norweski oceanograf, meteorolog (zm. 1957)
- 1889 – Manuel II Patriota, król Portugalii (zm. 1932)
- 1890:
  - Józef Broel-Plater, polski hrabia, bobsleista (zm. 1941)
  - Wacław Dobrowolski, polski malarz (zm. 1969)
- 1891:
  - William Averell Harriman, amerykański przedsiębiorca, polityk, dyplomata (zm. 1986)
  - Erwin Rommel, niemiecki feldmarszałek (zm. 1944)
- 1892 – Enrique Peñaranda, boliwijski generał, polityk, prezydent Boliwii (zm. 1969)
- 1893 – Edmund Grabianowski, polski inżynier górnik, działacz narodowy i sportowy (zm. 1968)
- 1894:
  - Felix Greissle, austriacki dyrygent, pedagog i redaktor muzyczny (zm. 1982)
  - Karol López Vidal, hiszpański działacz Akcji Katolickiej, męczennik, błogosławiony (zm. 1936)
- 1895:
  - Olga Romanowa, wielka księżna Rosji, święta prawosławna (zm. 1918)
  - Antoni Słonimski, polski pisarz, poeta, felietonista pochodzenia żydowskiego (zm. 1976)
- 1896 – Bolesław Bronisław Duch, polski generał dywizji (zm. 1980)
- 1897:
  - Aneurin Bevan, brytyjski polityk (zm. 1960)
  - Sacheverell Sitwell, brytyjski krytyk literacki, historyk sztuki, poeta, eseista (zm. 1988)
- 1898:
  - Leopold Pamuła, polski podpułkownik pilot (zm. 1940)
  - Sylvan Goldman, amerykański biznesmen i twórca wózka sklepowego (zm. 1984)
- 1899:
  - Jan Lermer, polski oficer i działacz niepodległościowy (zm. 1940)
  - Józef Sack, polski dziennikarz, działacz syjonistyczny, polityk pochodzenia żydowskiego, poseł na Sejm Ustawodawczy (zm. 1965)
- 1900:
  - Joseph Brennan, amerykański koszykarz, trener (zm. 1989)
  - Marcin Józef, hiszpański lasalianin, męczennik, święty (zm. 1934)
  - Aurelio Menegazzi, włoski kolarz torowy (zm. 1979)
- 1901:
  - Franciszek Gajowniczek, polski sierżant, więzień Auschwitz-Birkenau (zm. 1995)
  - Stanisław Szpinalski, polski pianista, pedagog (zm. 1957)
- 1902 – Klemens Biniakowski, polski lekkoatleta, sprinter (zm. 1985)
- 1903:
  - (lub 25 listopada) Mieczysław Mietkowski, polski generał brygady bezpieczeństwa publicznego, polityk pochodzenia żydowskiego (zm. 1990)
  - Zinowij Sierdiuk, radziecki generał major, polityk (zm. 1982)
- 1904 – Antoni Buzuk, polski kompozytor (zm. 1968)
- 1905:
  - Leopold Buczkowski, polski pisarz (zm. 1989)
  - Mantovani, brytyjski kompozytor, dyrygent, pianista, skrzypek, dyrektor orkiestry pochodzenia włoskiego (zm. 1980)
- 1906 – Curtis LeMay, amerykański generał lotnictwa (zm. 1990)
- 1907:
  - Israel Horowitz, amerykański szachista, dziennikarz szachowy pochodzenia żydowskiego (zm. 1973)
  - Edward Marczewski, polski matematyk pochodzenia żydowskiego (zm. 1976)
  - Claus Schenk Graf von Stauffenberg, niemiecki oficer, sprawca zamachu na Adolfa Hitlera (zm. 1944)
- 1908:
  - Carlo Abarth, austriacki konstruktor (zm. 1979)
  - Tadeusz Zygmunt Jeziorowski, polski porucznik pilot (zm. 1939)
- 1909:
  - Timothy Manning, amerykański duchowny katolicki, arcybiskup Los Angeles, kardynał (zm. 1989)
  - Pekka Niemi, fiński biegacz narciarski (zm. 1993)
  - Wiesław Stanisławski, polski taternik (zm. 1933)
- 1910:
  - Josef Argauer, austriacki trener piłkarski (zm. 2004)
  - Basan Gorodowikow, radziecki generał porucznik, polityk (zm. 1983)
  - Stanislaus Kobierski, niemiecki piłkarz pochodzenia polskiego (zm. 1972)
- 1911 – Maximino Romero de Lema, hiszpański duchowny katolicki, biskup Ávili, sekretarz Kongregacji ds. Duchowieństwa (zm. 1996)
- 1912:
  - Chalid Bakdasz, syryjski polityk komunistyczny pochodzenia kurdyjskiego (zm. 1995)
  - Witold Dobrowolski, polski dziennikarz sportowy (zm. 1975)
  - Karl-Heinz Gerstner, niemiecki dziennikarz (zm. 2005)
- 1913 – Benno Zerbst, polski major (zm. 1953)
- 1914:
  - Giuseppe Caprio, włoski kardynał (zm. 2005)
  - Maria Dembowska, polska bibliotekarka, bibliografka (zm. 2008)
  - Alessandro Frigerio, szwajcarski piłkarz, trener pochodzenia kolumbijskiego (zm. 1979)
- 1915:
  - Raymond F. Jones, amerykański pisarz science fiction (zm. 1994)
  - Ramón Castro Jijón, ekwadorski admirał, polityk, prezydent Ekwadoru (zm. 1984)
  - Martin Nodell, amerykański rysownik (zm. 2006)
  - David Stirling, szkocki posiadacz ziemski, pułkownik (zm. 1990)
- 1916 – Nita Barrow, barbadoska działaczka społeczna, dyplomatka, polityk, gubernator generalna (zm. 1995)
- 1917:
  - Stanisław Furgał, polski agronom, polityk, poseł na Sejm PRL (zm. 1986)
  - John Whiting, brytyjski dramaturg, krytyk literacki (zm. 1963)
- 1918:
  - Bronisław Kamiński, polski podporucznik, cichociemny (zm. 1944)
  - Adam Turasiewicz, polski historyk, językoznawca (zm. 1978)
- 1919:
  - Eugeniusz Fedorowicz, polski aktor (zm. 1968)
  - Mieczysław Mazur, polski generał brygady (zm. 2008)
  - Paul Moore, amerykański duchowny Kościoła Episkopalnego, biskup nowojorski, działacz społeczny i polityczny, działacz na rzecz rozbrojenia nuklearnego (zm. 2003)
  - Salomon Morel, polski funkcjonariusz aparatu bezpieczeństwa, zbrodniarz stalinowski pochodzenia żydowskiego (zm. 2007)
  - Nova Pilbeam, brytyjska aktorka (zm. 2015)
- 1920:
  - Stanisław Kolka, polski kleryk, Sługa Boży (zm. 1940)
  - Agathon Lepève, francuski lekkoatleta, sprinter (zm. 2006)
  - Wacława Ada Obłękowska, polska nauczycielka, działaczka społeczna (zm. 2015)
- 1921:
  - I.L. Bula, fidżyjski krykiecista
  - Zbigniew Kledecki, polski kardiolog, polityk, poseł na Sejm RP (zm. 2014)
  - Thorleif Olsen, norweski piłkarz (zm. 1996)
  - Ernesto Vidal, urugwajski piłkarz (zm. 1974)
- 1922:
  - Waldemar Baczak, polski kapral podchorąży AK, uczestnik powstania warszawskiego (zm. 1947)
  - Grigorij Bojarinow, radziecki pułkownik KGB (zm. 1979)
  - Wojciech Fangor, polski malarz, grafik, plakacista, rzeźbiarz (zm. 2015)
  - Francesco Rosi, włoski reżyser i scenarzysta filmowy (zm. 2015)
- 1923:
  - Samuel Klein, polsko-brazylijski przedsiębiorca pochodzenia żydowskiego (zm. 2014)
  - Rüdiger von Wechmar, niemiecki dziennikarz, dyplomata, polityk (zm. 2007)
  - Miljan Zeković, jugosłowiański piłkarz (zm. 1993)
- 1924:
  - Gianni Ferrio, włoski dyrygent, kompozytor (zm. 2013)
  - Zbigniew Wolski, polski magister inżynier architekt (zm. 2017)
- 1925:
  - Howard Baker, amerykański polityk, dyplomata, senator (zm. 2014)
  - Ireneusz Bieniaszkiewicz, polski adwokat, żołnierz AK (zm. 2018)
  - Julij Daniel, radziecki poeta, prozaik, tłumacz, dysydent, więzień polityczny (zm. 1988)
  - Heinz Piontek, niemiecki poeta, prozaik, autor słuchowisk, krytyk literacki (zm. 2003)
- 1926:
  - Richard H. Kline, amerykański operator filmowy (zm. 2018)
  - Feliks Madaj, polski ekonomista, polityk, poseł na Sejm PRL
  - Manfred Müller, niemiecki duchowny katolicki, biskup Ratyzbony (zm. 2015)
- 1927:
  - Harry Keough, amerykański piłkarz (zm. 2012)
  - Bill Rowling, nowozelandzki polityk, premier Nowej Zelandii (zm. 1995)
  - Joan Segarra, hiszpański piłkarz, trener (zm. 2008)
- 1928:
  - Juliusz Berger, polski aktor i reżyser teatralny pochodzenia żydowskiego (zm. 1999)
  - Barbara Cason, amerykańska aktorka (zm. 1990)
  - Vernon F. Dvorak, amerykański meteorolog pochodzenia czeskiego (zm. 2022)
  - Aldo Gandini, włoski kolarz szosowy i torowy (zm. 2007)
  - Adam Kubiś, polski duchowny katolicki, protonotariusz apostolski, profesor nauk teologicznych (zm. 2024)
  - Zygmunt Mogiła-Lisowski, polski działacz kresowy, polityk, poseł na Sejm RP (zm. 2016)
  - Antoni Śliwiński, polski fizyk, wykładowca akademicki
- 1929:
  - Edward Asner, amerykański aktor (zm. 2021)
  - François Favreau, francuski duchowny katolicki, biskup Nanterre (zm. 2021)
  - Jerzy Grelewski, polski działacz komunistyczny, prezydent Olsztyna (zm. 2021)
  - Raghbir Lal, indyjski hokeista na trawie (zm. 2025)
  - Wojciech Muszalski, polski prawnik, wykładowca akademicki (zm. 2022)
  - Józef Patkowski, polski muzykolog, kompozytor (zm. 2005)
  - Barbara Wachowska, polska historyk, wykładowczyni akademicka (zm. 2005)
- 1930:
  - J.G. Ballard, brytyjski pisarz (zm. 2009)
  - Aureliano Bolognesi, włoski bokser (zm. 2018)
  - Barbara Seidler, polska pisarka, publicystka
- 1931
  - Mwai Kibaki, kenijski polityk, prezydent Kenii (zm. 2022)
  - Pascal Lissouba, kongijski polityk, premier i prezydent Konga (zm. 2020)
  - Jan Terlouw, holenderski fizyk, pisarz, polityk, wicepremier, minister gospodarki (zm. 2025)
- 1932:
  - Pierre Bernard, francuski piłkarz (zm. 2014)
  - Petula Clark, brytyjska wokalistka, aktorka
  - Chajjim Drukman, izraelski rabin, polityk (zm. 2022)
  - Clyde McPhatter, amerykański piosenkarz (zm. 1972)
  - Alvin Plantinga, amerykański filozof analityczny, wykładowca akademicki
  - Jerry Unser, amerykański kierowca wyścigowy (zm. 1959)
- 1933:
  - Gloria Foster, amerykańska aktorka (zm. 2001)
  - Françoise Héritier, francuska antropolog (zm. 2017)
- 1934:
  - Martin Bangemann, niemiecki prawnik, polityk, minister gospodarki, eurodeputowany (zm. 2022)
  - Krikor Bedros XX Ghabroyan, syryjski duchowny, patriarcha Kościoła katolickiego obrządku ormiańskiego (zm. 2021)
  - Janina Ławińska-Tyszkowska, polska filolog klasyczna, wykładowczyni akademicka (zm. 2013)
- 1935:
  - Zbigniew Dobrzyński, polski aktor (zm. 1984)
  - Adam Kurbiel, polski konstruktor lotniczy, pilot szybowcowy, samolotowy i lotniowy (zm. 2000)
  - Tibor Pézsa, węgierski szablista
- 1936:
  - Wolf Biermann, niemiecki wokalista, poeta, prozaik
  - Tod Brown, amerykański duchowny katolicki, biskup Boise City i Orange (zm. 2023)
  - Adam Dziewoński, polsko-amerykański geolog, geofizyk, sejsmolog, wykładowca akademicki (zm. 2016)
  - Alfred Marie-Jeanne, francuski i martynikański polityk
- 1937:
  - Carl Bertelsen, duński piłkarz (zm. 2019)
  - Barbara Schmidbauer, niemiecka polityk
  - Ron Yeats, szkocki piłkarz, trener (zm. 2024)
- 1938:
  - Stefan Jurczak, polski związkowiec, działacz opozycji w okresie PRL, polityk, wicemarszałek Senatu RP (zm. 2012)
  - Haruhiro Yamashita, japoński gimnastyk
- 1939:
  - Jan Boć, polski prawnik (zm. 2017)
  - Erik Hansen, duński kajakarz (zm. 2014)
  - Yaphet Kotto, amerykański aktor (zm. 2021)
  - Enzo Staiola, włoski aktor (zm. 2025)
- 1940:
  - Klaus Ampler, niemiecki kolarz szosowy (zm. 2016)
  - Roberto Cavalli, włoski projektant mody (zm. 2024)
  - Tom Schaeffer, szwedzki curler (zm. 2020)
  - Janusz Szymański, polski prozaik, poeta, nauczyciel
  - Sam Waterston, amerykański aktor, reżyser i producent filmowy i telewizyjny
  - Wolfgang Zimmerer, niemiecki bobsleista
- 1941:
  - Sławomir Bugajski, polski fizyk, działacz opozycji antykomunistycznej (zm. 2003)
  - Adlin Mair-Clarke, jamajska lekkoatletka, sprinterka (zm. 2021)
- 1942:
  - Daniel Barenboim, izraelski pianista, dyrygent
  - Zofia Kaliszczuk, polska lekkoatletka, biegaczka średniodystansowa
  - Stanisław Krawczyk, polski ekonomista, matematyk, wykładowca akademicki
  - Andrzej Ostromęcki, polski geolog, poeta, prozaik, alpinista, grotołaz (zm. 2021)
- 1943 – Czesław Kur, polski judoka, trener (zm. 2024)
- 1944:
  - Joy Fleming, niemiecka wokalistka jazzowa i bluesowa (zm. 2017)
  - Ignacy Józef III Younan, syryjski duchowny katolicki, patriarcha Antiochii
- 1945:
  - Gierasim Chugajew, osetyjski filozof, polityk, premier Osetii Południowej (zm. 2024)
  - Roger Donaldson, australijski reżyser i producent filmowy
  - Bob Gunton, amerykański aktor
  - Anni-Frid Lyngstad, szwedzka wokalistka, członkini zespołu ABBA pochodzenia norwesko-niemieckiego
  - Sadok Sassi, tunezyjski piłkarz, bramkarz
  - Peter Tiepold, niemiecki bokser
  - Dorick Wright, belizeński duchowny katolicki, biskup Belize City-Belmopan (zm. 2020)
- 1946:
  - Jerzy Adamek, polski zapaśnik, trener (zm. 2017)
  - Giovanni Bramucci, włoski kolarz szosowy (zm. 2019)
  - Cemil Çiçek, turecki polityk
  - Wasilis Gumas, grecki koszykarz
- 1947:
  - Bob Dandridge, amerykański koszykarz
  - Władimir Grinin, rosyjski dyplomata
  - Bojan Kurajica, chorwacko-bośniacki szachista, trener
  - Mieczysław Marciniak, polski dziennikarz (zm. 2009)
  - Beatriz Merino Lucero, peruwiańska polityk, premier Peru
  - Malcolm Ranjith, lankijski duchowny katolicki, arcybiskup Kolombo, kardynał
  - Bill Richardson, amerykański polityk, sekretarz energii USA, gubernator stanu Nowy Meksyk (zm. 2023)
- 1948:
  - Tadeusz Baczko, polski ekonomista
  - Eqrem Basha, albański prozaik, scenarzysta filmowy
  - Roy Dyson, amerykański polityk
  - Mando Ramos, amerykański bokser (zm. 2008)
- 1949:
  - Andrzej Arendarski, polski działacz gospodarczy, polityk, poseł na Sejm RP, minister współpracy gospodarczej z zagranicą
  - Arlindo Gomes Furtado, kabowerdyjski duchowny katolicki, biskup Santiago de Cabo Verde, kardynał
  - Iljaz Prokshi, albański prozaik, poeta (zm. 2007)
  - Kęstutis Šapka, litewski lekkoatleta, skoczek wzwyż
- 1950:
  - Arlindo Cunha, portugalski ekonomista, polityk
  - Eugeniusz Durejko, polski koszykarz
  - Maslah Mohamed Siad, somalijski generał, polityk
  - Roman Skrzypczak, polski działacz związkowy, polityk, senator RP (zm. 2015)
  - Mac Wilkins, amerykański lekkoatleta, dyskobol
- 1951:
  - Aleksandr Bortnikow, rosyjski generał, dyrektor FSB
  - Jim Cronin, amerykański zoolog, prymatolog, działacz na rzecz praw zwierząt (zm. 2007)
  - Beverly D’Angelo, amerykańska piosenkarka, aktorka pochodzenia włoskiego
  - Mike Mentzer, amerykański kulturysta, przedsiębiorca (zm. 2001)
- 1952:
  - Ángel Castellanos, hiszpański piłkarz (zm. 2024)
  - Lesław Maleszka, polski dziennikarz
  - Antonella Ruggiero, włoska piosenkarka
  - Randy Savage, amerykański wrestler (zm. 2011)
  - Nikołaj Dżumagaliew, radziecki przestępca
- 1953:
  - Stanisław Janas, polski polityk, poseł na Sejm RP
  - Ali Kaabi, tunezyjski piłkarz
  - Eugeniusz Kłopotek, polski zootechnik, polityk, poseł na Sejm RP
  - Andrzej Krupienicz, polski kardiolog, karateka, wojskowy, polityk
  - Toshio Takabayashi, japoński piłkarz
- 1954:
  - Craig Emerson, australijski ekonomista, polityk
  - Jan Kopczyk, polski lekarz, polityk, poseł na Sejm RP
  - Aleksander Kwaśniewski, polski dziennikarz, polityk, prezydent RP
  - Uli Stielike, niemiecki piłkarz, trener
  - Tony Thompson, amerykański perkusista, członek zespołu Chic (zm. 2003)
- 1955:
  - Alina Bakunowicz-Łazarczyk, polska okulistka, profesor medycyny
  - Ildikó Enyedi, węgierska reżyserka i scenarzystka filmowa
  - Me’ir Kohen, izraelski polityk
  - Michał Rżanek, polski samorządowiec, prezydent Piotrkowa Trybunalskiego
  - Jürgen Sarnowsky, niemiecki historyk, wykładowca akademicki
  - Augustin Traoré, malijski duchowny katolicki, biskup Ségou
  - Martien Vreijsen, holenderski piłkarz
- 1956:
  - Zlatko Kranjčar, chorwacki piłkarz, trener (zm. 2021)
  - Anna Lichodzijewska, polska siatkarka
- 1957:
  - Jerzy Borowczak, polski związkowiec, polityk, poseł na Sejm RP
  - Ivan Jakovčić, chorwacki polityk
  - Yep Kramer, holenderski łyżwiarz szybki
  - Gary Stempel, angielski trener piłkarski
  - Marian Stępień, polski działacz, polityk, poseł na Sejm RP
- 1958:
  - Anamaria Beligan, rumuńska pisarka, scenarzystka, reżyserka
  - Wadim Tyszkiewicz, polski przedsiębiorca, samorządowiec, polityk, prezydent Nowej Soli, senator RP
  - Franz Wembacher, niemiecki saneczkarz
- 1959:
  - Timothy Creamer, amerykański pułkownik lotnictwa, astronauta
  - Tibor Fischer, brytyjski pisarz pochodzenia węgierskiego
  - Ursula Konzett, liechtensteińska narciarka alpejska
  - Andrzej Krucz, polski aktor, dziennikarz
  - Tomas Riad, szwedzki językoznawca
  - Dhawee Umponmaha, tajski bokser
  - Adam Zagajewski, polski kolarz szosowy (zm. 2017)
- 1960:
  - Jutta Behrendt, niemiecka wioślarka
  - Tomasz Dobrowolski, polski operator filmowy i telewizyjny
  - Leszek Murzyn, polski nauczyciel, polityk, poseł na Sejm RP (zm. 2021)
- 1961:
  - Zoltán Adorján, węgierski żużlowiec
  - Damian Holecki, polski piosenkarz, pianista, kompozytor, autor tekstów, producent muzyczny
  - Jarosław Szwec, polski aktor
  - Dorota Załęczna, polska hokeistka na trawie
- 1962:
  - Michael Degiorgio, maltański piłkarz, trener
  - Mieczysław Tracz, polski zapaśnik (zm. 2019)
  - Kim Vilfort, duński piłkarz
- 1963:
  - Alick Banda, zambijski duchowny katolicki, biskup Ndola
  - Urmas Jõemees, estoński operator filmów animowanych (zm. 2023)
  - Tōru Sano, japoński piłkarz
- 1964:
  - Anthony Ian Berkeley, amerykański raper (zm. 2001)
  - Witold Bałażak, polski polityk, poseł na Sejm RP
  - Philippe Montanier, francuski piłkarz, bramkarz, trener
  - Anna Paniszewa, polska działaczka społeczna i oświatowa na Białorusi
  - Madżid Torkan, irański zapaśnik
- 1965:
  - Nigel Bond, angielski snookerzysta
  - Veronica Cochelea-Cogeanu, rumuńska wioślarka
  - Ilgar Mamiedow, rosyjski florecista
  - Robert Pecl, austriacki florecista
  - Rachmat Sofiadi, bułgarski zapaśnik
- 1966:
  - Bożena Aksamit, polska dziennikarka (zm. 2019)
  - Jean-Christophe Bouvier, francuski polityk
  - Alexander Conrad, niemiecki piłkarz, trener
  - Octavie Modert, luksemburska polityk
  - Albert Pahimi Padacké, czadyjski polityk, premier Czadu
  - Alex Pedersen, duński kolarz szosowy
  - Rachel True, amerykańska aktorka
  - Stanisław Ustupski, polski kombinator norweski
- 1967:
  - Greg Anthony, amerykański koszykarz
  - Tim Butcher, brytyjski dziennikarz, pisarz
  - Grzegorz Damięcki, polski aktor
  - E-40, amerykański raper
  - Pandeli Majko, albański polityk, premier Albanii
  - Danell Nicholson, amerykański bokser
  - François Ozon, francuski reżyser i scenarzysta filmowy
  - Gustavo Poyet, urugwajski piłkarz, trener
- 1968:
  - Jennifer Charles, amerykańska wokalistka, kompozytorka, członkini zespołu Elysian Fields
  - Piotr Jaworski, polski dziennikarz radiowy
  - Ol’ Dirty Bastard, amerykański raper (zm. 2004)
  - Uwe Rösler, niemiecki piłkarz, trener
- 1969:
  - Helen Kelesi, kanadyjska tenisistka
  - Natalia Valeeva, mołdawsko-włoska lekkoatletka
- 1970:
  - Uschi Disl, niemiecka biathlonistka
  - Wilfried Huber, włoski saneczkarz
  - Patrick M’Boma, kameruński piłkarz
  - Paulina Młynarska, polska aktorka, dziennikarka
- 1971:
  - Gábor Horváth, węgierski kajakarz
  - Natalija Medwediewa, ukraińska tenisistka
- 1972:
  - Sebastian Kawa, polski pilot szybowcowy
  - Jacek Lachowicz, polski klawiszowiec, wokalista, członek zespołu Ścianka
  - Jonny Lee Miller, brytyjski aktor i producent filmowy
- 1973:
  - Muhammadqodir Abdullayev, uzbecki bokser
  - Adrian Klarenbach, polski dziennikarz
  - Sydney Tamiia Poitier, amerykańska aktorka
  - Albert Portas, hiszpański tenisista
  - Robert Sycz, polski wioślarz
  - Abdullah Zubromawi, saudyjski piłkarz
- 1974:
  - Ołeksij Ajdarow, białorusko-ukraiński biathlonista
  - Glenn Bedingfield, maltański polityk, eurodeputowany
  - Cédric Burdet, francuski piłkarz ręczny
  - Sérgio Conceição, portugalski piłkarz
  - Emmanuelle Cosse, francuska polityk
  - Attila Dragóner, węgierski piłkarz
  - Chad Kroeger, kanadyjski wokalista, gitarzysta, producent muzyczny, kompozytor, członek zespołu Nickelback
  - Juha-Pekka Leppäluoto, fiński muzyk, wokalista, członek zespołów Charon i Poisonblack
  - Roland Schmaltz, niemiecki szachista
  - Ingrida Šimonytė, litewska ekonomistka, polityk, premier Litwy
- 1975:
  - Nikola Prkačin, chorwacki koszykarz
  - Aleksandra Staszko, polska kostiumografka filmowa
  - Boris Živković, chorwacki piłkarz
- 1976:
  - Brandon DiCamillo, amerykański aktor, komik, reżyser, scenarzysta, scenograf
  - Gaby Espino, wenezuelska aktorka, modelka
  - Mario Galinović, chorwacki piłkarz, bramkarz
  - Virginie Ledoyen, francuska aktorka pochodzenia hiszpańskiego
  - Claudia Llosa, peruwiańska reżyserka, scenarzystka i producentka filmowa
- 1977:
  - Richard Lintner, słowacki hokeista
  - Sean Murray, amerykański aktor
  - Peter Phillips, członek brytyjskiej rodziny królewskiej
  - Sebastian Stock, niemiecki curler
- 1978:
  - Miguel Barrera, kolumbijski bokser
  - Mark Chavez, amerykański wokalista pochodzenia meksykańskiego, członek zespołów Adema i Midnight Panic
  - Samantha Shelton, amerykańska aktorka
  - Zhou Chunxiu, chińska lekkoatletka, biegaczka długodystansowa
- 1979:
  - Fahad Al-Subaie, saudyjski piłkarz
  - Jonathan Islas, meksykański aktor
  - Josemi, hiszpański piłkarz
  - Edna Kiplagat, kenijska lekkoatletka, biegaczka długodystansowa
  - Brett Lancaster, australijski kolarz torowy
  - Albert Rivera, hiszpański i kataloński polityk
- 1980:
  - Mo’onia Gerrard, australijska netbalistka
  - Paweł Jędrzejczyk, polski zawodnik muay thai i kick-boxingu
- 1981:
  - Anderson Andrade, brazylijski piłkarz
  - Christian de la Campa, meksykański aktor, model
  - Ramesh Kumar, indyjski zapaśnik
- 1982:
  - Susie Abromeit, amerykańska aktorka
  - Jenifer Bartoli, francuska piosenkarka
  - Giaan Rooney, australijska pływaczka
  - Kalu Uche, nigeryjski piłkarz
- 1983:
  - Natalie Augsburg, niemiecka piłkarka ręczna
  - John Heitinga, holenderski piłkarz
  - Veli-Matti Lindström, fiński skoczek narciarski
  - Rui Miguel, portugalski piłkarz
  - Helena Olsson Smeby, norweska skoczkini narciarska
  - Aleksandar Pavlović, serbski koszykarz
  - Fernando Verdasco, hiszpański tenisista
- 1984:
  - Tina Periša, chorwacka koszykarka
  - Katarina Bulatović, czarnogórska piłkarka ręczna
  - Hewrin Chalaf, kurdyjska inżynier, polityk (zm. 2019)
  - Asia Kate Dillon, amerykańska aktorka, producentka filmowa
  - Dorota Janowska, polska tancerka
  - Adam Kram, polski perkusista, kompozytor, muzyk sesyjny
  - Charly Moussono, gaboński piłkarz
  - Dahmed Ould Teguedi, mauretański piłkarz
  - Zhu Qinan, chiński strzelec sportowy
- 1985:
  - Lily Aldridge, amerykańska modelka
  - Karolina Chapko, polska aktorka
  - Paulina Chapko, polska aktorka
  - Elad Gabbaj, izraelski piłkarz
  - Marta Wojtkuńska, polska lekkoatletka, biegaczka średnio- i długodystansowa
  - Kamil Wójciak, polski koszykarz
- 1986:
  - Mokhtar Ghyaza, tunezyjski koszykarz
  - Jessica Jones, amerykańska siatkarka
  - Marcin Korcz, polski aktor
  - Sania Mirza, indyjska tenisistka
  - Jeffree Star, amerykański piosenkarz, wizażysta, projektant mody
- 1987:
  - Bruno Gama, portugalski piłkarz
  - Arsen Kasabijew, gruzińsko-polski sztangista
  - Leopold König, czeski kolarz szosowy
  - Sergio Llull, hiszpański koszykarz
  - Tommy Trash, szwedzki didżej, producent muzyczny
- 1988:
  - B.o.B, amerykański raper
  - Dardan Berisha, polski koszykarz pochodzenia kosowskiego
  - Kamilia Hayder, polska lekkoatletka, sprinterka
  - Quanitra Hollingsworth, amerykańska koszykarka
  - Mika Järvinen, fiński hokeista
  - Morgan Parra, francuski rugbysta
  - Semih Yagci, turecki sztangista
- 1989:
  - Meghan Beesley, brytyjska lekkoatletka, płotkarka i sprinterka
  - Anastasija Sawczenko, rosyjska lekkoatletka, tyczkarka
  - Staš Skube, słoweński piłkarz ręczny
  - Dani Torres, kolumbijski piłkarz
  - Walerija Wolik, rosyjska lekkoatletka, tyczkarka
  - Zhang Fengliu, chińska zapaśniczka
- 1990:
  - Martyna Bielawska, polska lekkoatletka, trójskoczkini
  - Kanata Hongō, japoński aktor, model
  - Mariah King, amerykańska koszykarka
  - Lukáš Krpálek, czeski judoka
  - Atusaye Nyondo, malawijski piłkarz
  - Lonneke Slöetjes, holenderska siatkarka
- 1991:
  - Jeffery Bule, solomoński piłkarz
  - Maxime Colin, francuski piłkarz
  - Bryan Duquette, kanadyjski siatkarz
  - Nicolas Isimat-Mirin, francuski piłkarz pochodzenia haitańskiego
  - Ognjen Mudrinski, serbski piłkarz
  - Helga Margrét Þorsteinsdóttir, islandzka lekkoatletka, wieloboistka
  - Shannon Vreeland, amerykańska pływaczka
  - Shailene Woodley, amerykańska aktorka
- 1992:
  - Sofia Goggia, włoska narciarka alpejska
  - Pernille Harder, duńska piłkarka
  - Jody Lukoki, kongijski piłkarz (zm. 2022)
  - Peangtarn Plipuech, tajska tenisistka
  - Michael Salazar, belizeński piłkarz
  - Daniela Seguel, chilijska tenisistka
  - Trevor Story, amerykański baseballista
  - Kevin Wimmer, austriacki piłkarz
  - Bobby Wood, amerykański piłkarz
- 1993:
  - Paulo Dybala, argentyński piłkarz pochodzenia polsko-włoskiego
  - Zvonimir Kožulj, bośniacki piłkarz narodowości chorwackiej
  - Patrik Poór, węgierski piłkarz
- 1994:
  - Jekatierina Aleksandrowa, rosyjska tenisistka
  - Emma Dumont, amerykańska aktorka, modelka
  - Brett Pesce, amerykański hokeista
  - Sindarius Thornwell, amerykański koszykarz
  - Rasmus Wranå, szwedzki curler
- 1995:
  - Blake Pieroni, amerykański pływak
  - Karl-Anthony Towns, amerykański koszykarz pochodzenia dominikańskiego
  - Anna Załęczna, polska judoczka
- 1996:
  - Kim Min-jae, południowokoreański piłkarz
  - Reena Koll, estońska lekkoatletka, tyczkarka
  - Candice McLeod, jamajska lekkoatletka, sprinterka
  - Kanako Watanabe, japońska pływaczka
- 1997:
  - Paula Badosa, hiszpańska tenisistka
  - Wiktor Cyhankow, ukraiński piłkarz
  - Emmanuel Dennis, nigeryjski piłkarz
  - Luis Haquín, boliwijski piłkarz
  - Aaron Leya Iseka, belgijski piłkarz pochodzenia kongijskiego
  - Ange Mutsinzi, rwandyjski piłkarz
  - Yudaris Sánchez, kubańska zapaśniczka
  - Jasmin Sneed, amerykańska siatkarka
- 1998:
  - Lada Pejchalová, czeska lekkoatletka, skoczkini wzwyż
  - Anton Stach, niemiecki piłkarz
- 1999:
  - Alina Bartkowska, polska siatkarka
  - Jhamir D’Arrigo, peruwiański piłkarz
  - Jontay Porter, amerykański koszykarz
  - Miyu Tomita, japońska aktorka głosowa, piosenkarka
- 2000:
  - Mikołaj Czeronek, polski lekkoatleta, długodystansowiec
  - Irving Gudiño, panamski piłkarz
  - Maksim Sapożkow, rosyjski siatkarz
- 2001:
  - Juan Manuel Cerúndolo, argentyński tenisista
  - Martina Favaretto, włoska florecistka
  - Alexia Paganini, szwajcarsko-amerykańska łyżwiarka figurowa
  - TyTy Washington, amerykański koszykarz
- 2002:
  - Nasser Djiga, burkiński piłkarz
  - Alicja Janczak, polska koszykarka
- 2003 – Nadiia Bashynska, kanadyjska łyżwiarka figurowa pochodzenia ukraińskiego
- 2004:
  - Jo Jin-mi, północnokoreańska skoczkini do wody
  - Vincent Keymer, niemiecki szachista
- 2005 – Roony Bardghji, szwedzki piłkarz pochodzenia syryjskiego
- 2006 – Lara Colturi, albańska narciarka alpejska pochodzenia włoskiego

## Zmarli
- 322 – Abib z Edessy, diakon, męczennik, święty (ur. ?)
- 655:
  - Aethelhere, król wschodnich Anglów (ur. ?)
  - Penda, król Mercji (ur. ?)
- 1028 – Konstantyn VIII, cesarz bizantyński (ur. 960)
- 1037 – Odon II, hrabia Blois, Chartres, Châteaudun, Provins, Reims, Tours, Troyes i Meaux (ur. ok. 990)
- 1136 – Leopold III Święty, margrabia Austrii, święty (ur. 1073)
- 1280 – Albert Wielki, niemiecki dominikanin, teolog, filozof scholastyczny, doktor Kościoła, święty (ur. ?)
- 1379 – Otto V Leniwy, książę Bawarii, elektor Brandenburgii (ur. 1346)
- 1527 – Jan (Sacranus) z Oświęcimia, polski duchowny katolicki, kanonik krakowski i kujawski, profesor i rektor Akademii Krakowskiej, teolog, mówca, epistolograf (ur. 1443)
- 1544 – Łucja z Narni, włoska tercjarka dominikańska, stygmatyczka, błogosławiona (ur. 1476)
- 1557 – Ferrante Gonzaga, włoski arystokrata, kondotier (ur. 1507)
- 1560 – Domingo de Soto, hiszpański filozof, teolog, dominikanin (ur. 1494)
- 1579 – Ferenc Dávid, węgierski pisarz i teolog unitariański (ur. ok. 1510)
- 1588 – Jerónimo Corte-Real, portugalski arystokrata, wojskowy, malarz, poeta (ur. 1533)
- 1589 – Philipp Apian, niemiecki matematyk, lekarz, kartograf (ur. 1531)
- 1622 – Paweł Wołucki, polski duchowny katolicki, biskup kamieniecki, włocławski i łucki, dyplomata (ur. 1560)
- 1628:
  - Roch González de Santa Cruz, hiszpański jezuita, męczennik, święty (ur. 1576)
  - Alfons Rodríguez, hiszpański jezuita, misjonarz, męczennik, święty (ur. 1599)
- 1630 – Johannes Kepler, niemiecki astronom, matematyk, astrolog (ur. 1571)
- 1634 – Tomasz Hioji Rokusayemon Nishi, japoński dominikanin, męczennik, święty (ur. 1590)
- 1670 – Jan Ámos Komenský, czeski pedagog, filozof, reformator i myśliciel protestancki (ur. 1592)
- 1691 – Aelbert Cuyp, holenderski malarz (ur. 1620)
- 1709 – Teofila Ludwika Zasławska, polska księżna (ur. 1654)
- 1712 – James Hamilton, szkocki arystokrata, dyplomata (ur. 1658)
- 1718 – Maurycy Wilhelm, książę Saksonii na Zeitz (ur. 1664)
- 1739 – Thomas Wentworth, angielski arystokrata, polityk, dyplomata (ur. 1672)
- 1752 – Nicolo Foscarini, wenecki dyplomata (ur. 1671)
- 1761 – Giovanni Poleni, włoski matematyk, fizyk, astronom, wynalazca (ur. 1683)
- 1765 – Zofia Dorota, księżniczka pruska, margrabina brandenburska (ur. 1719)
- 1767 – Giuseppe Maria Feroni, włoski kardynał (ur. 1693)
- 1773:
  - Bernard Gates, brytyjski śpiewak, kompozytor, dyrygent chóru chłopięcego (ur. 1686)
  - Dorota Jabłonowska, polska szlachcianka (ur. 1692)
- 1776 – Fernando de Silva y Álvarez de Toledo, hiszpański arystokrata, generał, polityk, dyplomata (ur. 1714)
- 1785:
  - César Gabriel de Choiseul-Praslin, francuski wojskowy, dyplomata, polityk (ur. 1712)
  - Innocenzo Conti, włoski kardynał, nuncjusz apostolski (ur. 1731)
- 1787 – Christoph Willibald Gluck, niemiecki kompozytor (ur. 1714)
- 1794:
  - John Witherspoon, amerykański polityk (ur. 1723)
  - Maria Franciszka Wittelsbach, księżniczka Palatynatu-Sulzbach, księżna Palatynatu-Birkenfeld (ur. 1724)
- 1795 – Charles-Amédée-Philippe van Loo, francuski malarz (ur. 1719)
- 1798 – Angelo Amorevoli, włoski śpiewak operowy (tenor) (ur. 1716)
- 1801:
  - Sigmund Freudenberger, szwajcarski malarz, rysownik, rytownik (ur. 1745)
  - Maria Klementyna Habsburg, arcyksiężniczka austriacka (ur. 1777)
- 1802 – George Romney, brytyjski malarz (ur. 1734)
- 1808 – (lub 16 listopada) Mustafa IV, sułtan Imperium Osmańskiego (ur. 1779)
- 1811 – Józef Pignatelli, hiszpański prezbiter, jezuita, święty (ur. 1737)
- 1819 – Daniel Rutherford, szkocki chemik, fizyk, wykładowca akademicki (ur. 1749)
- 1824 – Kajetan Stuart, polski generał brygady (ur. 1774)
- 1832:
  - Wilhelm Bendz, duński malarz portrecista (ur. 1804)
  - Jean-Baptiste Say, francuski przedsiębiorca, ekonomista (ur. 1767)
- 1839:
  - Giocondo Albertolli, włoski architekt, dekorator, malarz, rzeźbiarz pochodzenia szwajcarskiego (ur. 1742)
  - William Murdoch, szkocki inżynier, wynalazca (ur. 1754)
  - Paweł Sebastian Pieńkowski, polski szlachcic, dowódca wojskowy (ur. 1781)
- 1843 – Eldred Pottinger, brytyjski wojskowy, dyplomata (ur. 1811)
- 1845 – William Knibb, brytyjski duchowny i misjonarz baptystyczny (ur. 1803)
- 1848:
  - Aloys von Kaunitz-Rietberg, austriacki arystokrata, dyplomata (ur. 1774)
  - Pellegrino Rossi, włoski ekonomista, prawnik, polityk (ur. 1787)
  - Francesco de Vico, włoski jezuita, astronom (ur. 1805)
- 1853 – Maria II, królowa Portugalii (ur. 1819)
- 1857 – Guilherme Henriques de Carvalho, portugalski duchowny katolicki, patriarcha Lizbony, kardynał (ur. 1793)
- 1863 – Fryderyk VII, król Danii (ur. 1808)
- 1864 – Jindřich Fügner, czeski działacz sportowy (ur. 1822)
- 1868 – James Mayer Rothschild, francuski bankier pochodzenia żydowskiego (ur. 1792)
- 1883 – John Lawrence LeConte, amerykański entomolog (ur. 1825)
- 1884 – Aleksander Regulski, polski drzeworytnik (ur. 1839)
- 1885 – Benedetto Musolino, włoski generał, polityk (ur. 1809)
- 1886 – Christopher Edmund Broome, brytyjski mykolog (ur. 1812)
- 1888 – Maksymilian Józef Wittelsbach, książę w Bawarii (ur. 1808)
- 1892 – Thomas Cream, szkocki lekarz, seryjny morderca (ur. 1850)
- 1895 – Tomasz Pryliński, polski architekt, konserwator zabytków (ur. 1847)
- 1897 – Jakub Gieysztor, polski księgarz, publicysta, pamiętnikarz, uczestnik powstania styczniowego (ur. 1827)
- 1901 – Edward Gorazdowski, polski drzeworytnik (ur. 1843)
- 1902 – Pierre Rougeyron, francuski duchowny katolicki, marysta, misjonarz, prowikariusz apostolski Nowej Kaledonii (ur. 1817)
- 1904:
  - Władysław Bakałowicz, polski malarz (ur. 1833)
  - Thomas Baring, brytyjski arystokrata, polityk, administrator kolonialny (ur. 1826)
  - Helena Maria de Chappotin, francuska zakonnica, założycielka Zgromadzenia Franciszkanek Misjonarek Maryi, błogosławiona (ur. 1839)
- 1905:
  - Iwan Sieczenow, rosyjski fizjolog, wykładowca akademicki (ur. 1829)
  - Max Spohr, niemiecki księgarz, wydawca, poeta (ur. 1850)
- 1907 – Rafał Kalinowski, polski inżynier wojskowy, uczestnik powstania styczniowego, święty (ur. 1835)
- 1908 – Cixi, cesarzowa Chin (ur. 1835)
- 1909 – Edward Korniłowicz, polski psychiatra (ur. 1847)
- 1910:
  - Stanisław Kostanecki, polski chemik, wykładowca akademicki (ur. 1860)
  - Wilhelm Raabe, niemiecki pisarz (ur. 1831)
- 1911 – Nachman Kopald, polski architekt pochodzenia żydowskiego (ur. 1834)
- 1912:
  - Antoni Białecki, polski prawnik, wykładowca akademicki, publicysta, tłumacz (ur. 1836)
  - Dmitrij Mamin-Sibiriak, rosyjski pisarz (ur. 1852)
- 1913 – Antonín Frič, czeski geolog, paleontolog, przyrodnik, wykładowca akademicki (ur. 1832)
- 1915 – Félix de Blochausen, luksemburski polityk, premier Luksemburga (ur. 1834)
- 1916 – Henryk Sienkiewicz, polski pisarz, publicysta, laureat Nagrody Nobla (ur. 1846)
- 1917 – Émile Durkheim, francuski filozof, socjolog, pedagog (ur. 1858)
- 1919:
  - Michał Doliwo-Dobrowolski, rosyjski elektrotechnik, elektryk, wynalazca, wykładowca akademicki pochodzenia polskiego (ur. 1862)
  - Muhammad Farid, egipski prawnik, działacz narodowy, polityk (ur. 1868)
  - Adolf Ónodi, węgierski chirurg, laryngolog, wykładowca akademicki (ur. 1857)
  - Alfred Werner, szwajcarski chemik, wykładowca akademicki, laureat Nagrody Nobla (ur. 1866)
- 1921 – James H. Johnson, brytyjski łyżwiarz figurowy (ur. 1875)
- 1923:
  - Jakub Chan, emir Afganistanu (ur. 1849)
  - George Neilson, szkocki historyk, adwokat (ur. 1858)
- 1924:
  - Maksymilian Heilpern, polski przyrodnik, nauczyciel, zesłaniec pochodzenia żydowskiego (ur. 1856)
  - Edwin Samuel Montagu, brytyjski polityk (ur. 1879)
- 1928 – Adam Wizel, polski psychiatra, psychoanalityk, działacz społeczny pochodzenia żydowskiego (ur. 1865)
- 1929 – Marceli Barciński, polski przemysłowiec, działacz gospodarczy, społeczny i oświatowy, dziennikarz, literat (ur. 1881)
- 1930 – Pierina Legnani, włoska tancerka (ur. 1863)
- 1933:
  - Tom Clapp, walijski rugbysta (ur. 1858)
  - Ryszard Leżański, polski prawnik, sędzia (ur. 1869)
- 1934 – Jerzy Dobrodzicki, polski generał brygady (ur. 1884)
- 1935:
  - Clara Holst, norweska filolog, działaczka na rzecz praw kobiet (ur. 1868)
  - Józef Pracki, polski oficer, lekarz, kawaler Orderu Virtuti Militari (ur. 1882)
- 1936:
  - Julian Machlejd, polski duchowny ewangelicki, przedsiębiorca, pedagog (ur. 1866)
  - Michał Słuszkiewicz, polski rzemieślnik, działacz społeczny, radny i burmistrz Sanoka (ur. 1884)
- 1937:
  - Michaił Aleksandrowski, radziecki starszy major bezpieczeństwa państwowego pochodzenia żydowskiego (ur. 1898)
  - Rūdolfs Austriņš, radziecki starszy major bezpieczeństwa państwowego pochodzenia łotewskiego (ur. 1891)
  - Iosif Błat, radziecki starszy major bezpieczeństwa państwowego pochodzenia żydowskiego (ur. 1894)
  - Gleb Bokij, radziecki komisarz bezpieczeństwa państwowego pochodzenia ukraińskiego (ur. 1879)
  - Eero Järnefelt, fiński malarz (ur. 1863)
  - Stanisław Pestkowski, polsko-rosyjski działacz komunistyczny, dyplomata (ur. 1882)
  - Naum Rajski, radziecki starszy major bezpieczeństwa państwowego pochodzenia żydowskiego (ur. 1895)
  - Piotr Rud´, radziecki komisarz bezpieczeństwa państwowego pochodzenia żydowskiego (ur. 1896)
  - Ignacy Sosnowski, polski i radziecki funkcjonariusz służb specjalnych (ur. 1897)
  - Voldemārs Stirne, radziecki komisarz bezpieczeństwa państwowego pochodzenia łotewskiego (ur. 1897)
  - Awgust Szyjron, radziecki funkcjonariusz służb specjalnych pochodzenia łotewskiego (ur. 1891)
- 1938 – Kuno von Hardenberg, niemiecki pisarz, filozof, krytyk sztuki (ur. 1871)
- 1939 – Szaja Uger, polski dziennikarz, działacz społeczny i sportowy pochodzenia żydowskiego (ur. 1873)
- 1941:
  - Jerzy Kremky, polski zoolog, entomolog, muzealnik (ur. 1897)
  - Henry Lynch-Staunton, brytyjski strzelec sportowy (ur. 1873)
  - Ernst Moltzer, holenderski żeglarz sportowy (ur. 1910)
  - Feliks Nawrot, polski żołnierz AK, założyciel organizacji konspiracyjnej „Orzeł Biały” (ur. 1917)
- 1942:
  - Sidney Fox, amerykańska aktorka (ur. 1911)
  - Czesław Lissowski, polski duchowny katolicki, kapelan wojskowy, historyk (ur. 1895)
  - Annemarie Schwarzenbach, szwajcarska pisarka, dziennikarka, fotografka, podróżniczka (ur. 1908)
  - Erik Severin, szwedzki curler (ur. 1879)
- 1943 – Max Ilgen, niemiecki generał major (ur. 1894)
- 1944 – Carl Flesch, węgierski skrzypek, pedagog pochodzenia żydowskiego (ur. 1873)
- 1945:
  - Frank Michler Chapman, amerykański ornitolog (ur. 1864)
  - Eugen Czaplewski, niemiecki bakteriolog (ur. 1865)
- 1946 – Georg von Thaer, niemiecki polityk (ur. 1872)
- 1947 – Eduard von Schleich, niemiecki pilot wojskowy, as myśliwski (ur. 1888)
- 1948:
  - Ludwik Darowski, polski polityk (ur. 1881)
  - Hugo Kinne, niemiecki prawnik, polityk, nadburmistrz Frankfurtu nad Odrą (ur. 1882)
- 1949:
  - Nathuram Godse, hinduski dziennikarz, zamachowiec (ur. 1910)
  - John Neville Keynes, brytyjski logik, ekonomista (ur. 1852)
  - Henryk Kon, polski adwokat pochodzenia żydowskiego (ur. 1868)
- 1950 – August Hübscher, niemiecki funkcjonariusz i zbrodniarz nazistowski (ur. 1909)
- 1951 – Frank Weston Benson, amerykański malarz (ur. 1862)
- 1954:
  - Lionel Barrymore, amerykański aktor (ur. 1878)
  - Wiktor Duniewicz, polski inżynier mechanik, konstruktor, wykładowca akademicki (ur. 1902)
- 1955:
  - Lloyd Bacon, amerykański aktor, reżyser filmowy (ur. 1889)
  - Szalwa Cereteli, radziecki generał porucznik NKWD, polityk pochodzenia gruzińskiego (ur. 1894)
  - Nikita Krimian, radziecki pułkownik bezpieczeństwa państwowego, polityk pochodzenia ormiańskiego (ur. 1913)
  - Awksenti Rapawa, radziecki generał porucznik NKWD, polityk pochodzenia gruzińskiego (ur. 1899)
  - Nikołaj Ruchadze, radziecki generał porucznik NKWD, polityk pochodzenia gruzińskiego (ur. 1905)
  - Konstantin Sawicki, radziecki pułkownik bezpieczeństwa państwowego (ur. 1905)
- 1956 – Kazimierz Czyński, polski aktor teatralny, reżyser teatralny i filmowy (ur. 1891)
- 1957:
  - Andrzej Bursa, polski poeta, prozaik, dramaturg, dziennikarz (ur. 1932)
  - Kurt Pettersén, szwedzki zapaśnik (ur. 1916)
- 1958:
  - Samuel Hopkins Adams, amerykański pisarz, dziennikarz (ur. 1871)
  - Tyrone Power, amerykański aktor (ur. 1914)
  - Wołodymyr Sołowij, ukraiński działacz społeczny, polityk (ur. 1892)
- 1959 – Charles Thomson Rees Wilson, szkocki fizyk, laureat Nagrody Nobla (ur. 1869)
- 1961 – Johanna Westerdijk, holenderska botanik, wykładowczyni akademicka (ur. 1883)
- 1962:
  - Ralph Dawson, amerykański montażysta filmowy (ur. 1897)
  - Irene Lentz, amerykańska kostiumografka (ur. 1900)
- 1963:
  - Svend Dahl, duński historyk sztuki, bibliotekoznawca, bibliograf (ur. 1887)
  - André Lalande, francuski filozof, wykładowca akademicki (ur. 1867)
  - Mieczysław Obarski, polski dziennikarz (ur. 1899)
  - Fritz Reiner, amerykański dyrygent (ur. 1888)
  - Michaił Skorodumow, rosyjski generał (ur. 1892)
- 1964:
  - Piet Moeskops, holenderski kolarz szosowy (ur. 1893)
  - Ove Ødegaard, norweski piłkarz (ur. 1931)
  - Viljo Punkari, fiński zapaśnik (ur. 1934)
- 1966 – William Zorach, amerykański malarz, rzeźbiarz, grafik pochodzenia żydowskiego (ur. 1887)
- 1967:
  - Ernle Chatfield, brytyjski arystokrata, admirał, polityk (ur. 1873)
  - Alice Lake, amerykańska aktorka (ur. 1895)
  - Matti Pietikäinen, fiński skoczek narciarski (ur. 1927)
- 1968:
  - Charles Bacon, amerykański lekkoatleta, płotkarz i średniodystansowiec (ur. 1885)
  - Rolf Henniger, wschodnioniemiecki żołnierz wojsk granicznych, ofiara muru berlińskiego (ur. 1941)
  - Horst Körner, wschodnioniemiecki policjant, ofiara muru berlińskiego (ur. 1947)
- 1969:
  - Niels Larsen, duński strzelec sportowy (ur. 1889)
  - Stefan Mich, polski kapitan dyplomowany, oficer AK, cichociemny, uczestnik powstania warszawskiego (ur. 1913)
  - Władysław Wicher, polski duchowny katolicki, teolog, wykładowca akademicki (ur. 1888)
- 1970:
  - Edward Haupt, polski rzeźbiarz, uczestnik powstania wielkopolskiego (ur. 1893)
  - Michał Gwalbert Pawlikowski, polski pisarz, wydawca, kolekcjoner (ur. 1887)
  - Wang Jinxi, chiński górnik, przodownik pracy (ur. 1923)
- 1971:
  - Wanda Chełmońska, polska malarka (ur. 1889 lub 91)
  - Henryk Filipiak, polski koszykarz (ur. 1946)
  - William Fisher, radziecki szpieg pochodzenia niemieckiego (ur. 1903)
  - Roland Gwynne, brytyjski samorządowiec, burmistrz Eastbourne (ur. 1882)
- 1972:
  - Edgar McCloughry, australijski pilot wojskowy, as myśliwski (ur. 1896)
  - Arnold Słucki, polski poeta, publicysta, tłumacz (ur. 1920)
- 1974:
  - Kazimierz Plenkiewicz, polski kapitan pilot (ur. 1907)
  - Hermann Vallendor, niemiecki pilot wojskowy, as myśliwski (ur. 1894)
- 1976:
  - Jean Gabin, francuski aktor (ur. 1904)
  - Tadeusz Kaźmierski, polski aktor, dyrektor teatrów, spiker i lektor radiowy (ur. 1918)
  - Franciszek Konarkowski, polski szachista, działacz i trener szachowy (ur. 1906)
  - Milivoje Živanović, serbski aktor (ur. 1900)
- 1977:
  - Richard Addinsell, brytyjski kompozytor (ur. 1904)
  - Charlotte Grimaldi, księżna Monako (ur. 1898)
  - Tore Holm, szwedzki żeglarz sportowy (ur. 1896)
- 1978:
  - Wiesław Markowski, polski malarz (ur. 1938)
  - Margaret Mead, amerykańska antropolog kulturowa (ur. 1901)
- 1981:
  - Adam Dzianott, polski podpułkownik dyplomowany artylerii (ur. 1894)
  - Walter Heitler, niemiecki fizyk, chemik, wykładowca akademicki (ur. 1904)
- 1982:
  - Vinoba Bhave, indyjski filozof, religioznawca, polityk, reformator społeczny (ur. 1895)
  - Franciszek Fenikowski, polski prozaik, poeta, reportażysta (ur. 1922)
  - Achille Lauro, włoski przedsiębiorca, polityk, minister budownictwa i przemysłu materiałów budowlanych, wicepremier (ur. 1887)
  - Marian Olewiński, polski inżynier budownictwa, polityk (ur. 1912)
  - Allen Woodring, amerykański lekkoatleta, sprinter (ur. 1898)
- 1983:
  - Solomon Hochoy, trynidadzko-tobagijski polityk pochodzenia chińskiego (ur. 1905)
  - John Le Mesurier, brytyjski aktor komediowy (ur. 1912)
- 1984 – Bronisław Heyduk, polski malarz, pisarz (ur. 1909)
- 1985:
  - Erik Lærum, duński kapitan, działacz nazistowski pochodzenia norweskiego (ur. 1903)
  - Józef Pełko, polski starszy sierżant (ur. 1892)
- 1986 – Aleksander Tansman, polski kompozytor, pianista pochodzenia żydowskiego (ur. 1897)
- 1987 – Kyösti Lehtonen, fiński zapaśnik (ur. 1931)
- 1988:
  - Hieronim I, grecki duchowny prawosławny, arcybiskup Aten i całej Grecji, zwierzchnik Greckiego Kościoła Prawosławnego (ur. 1905)
  - Mona Washbourne, brytyjska aktorka (ur. 1903)
- 1990:
  - Gidon Hausner, izraelski prawnik, polityk (ur. 1915)
  - Irving Janis, amerykański psycholog (ur. 1918)
- 1991:
  - Wiktor Graczow, radziecki generał porucznik lotnictwa (ur. 1907)
  - Sylvio Hoffmann Mazzi, brazylijski piłkarz (ur. 1908)
  - Robert McCall, kanadyjski łyżwiarz figurowy (ur. 1958)
  - Marta Mirska, polska piosenkarka (ur. 1918)
- 1992:
  - Billy Hassett, amerykański koszykarz, trener (ur. 1921)
  - Adelquis Remón Gay, kubański szachista, trener (ur. 1949)
  - Andrij Sztoharenko, ukraiński kompozytor, pedagog (ur. 1902)
- 1993:
  - Jelena Gogolewa, rosyjska aktorka (ur. 1900)
  - Luciano Leggio, włoski mafioso (ur. 1925)
  - Cvijetin Mijatović, jugosłowiański polityk, przewodniczący Prezydium Jugosławii (ur. 1913)
  - Viola Myers, kanadyjska lekkoatletka, sprinterka (ur. 1927)
  - Evelyn Venable, amerykańska aktorka (ur. 1913)
- 1994 – Pol Braekman, belgijski lekkoatleta, sprinter i płotkarz (ur. 1919)
- 1995 – Michaił Kapica, radziecki dyplomata, historyk (ur. 1921)
- 1996:
  - Andrzej Górbiel, polski dziennikarz, informatyk (ur. 1970)
  - Alger Hiss, amerykański prawnik, urzędnik, agent radziecki (ur. 1904)
  - Zdzisław Niedziela, polski filolog, slawista (ur. 1931)
  - Ahmed Zaki, malediwski polityk, premier Malediwów (ur. 1931)
- 1997 – Krystyna Sędzimir, polska łyżwiarka szybka (ur. 1923)
- 1998:
  - Henryk Chmielewski, polski bokser (ur. 1914)
  - Angeł Sołakow, bułgarski generał pułkownik, polityk (ur. 1922)
- 1999 – Lucien Jasseron, francuski piłkarz (ur. 1913)
- 2000:
  - Václav Horák, czeski piłkarz, trener (ur. 1912)
  - Rinaldo Martino, argentyński piłkarz (ur. 1921)
  - Pietro Pasinati, włoski piłkarz (ur. 1910)
  - Simon Wigg, angielski żużlowiec (ur. 1960)
- 2001:
  - Edwin Harris Colbert, amerykański paleontolog (ur. 1905)
  - Alberto Ullastres, hiszpański prawnik, polityk (ur. 1914)
- 2002:
  - Myra Hindley, brytyjska seryjna morderczyni (ur. 1942)
  - Sohn Kee-chung, południowokoreański lekkoatleta, maratończyk (ur. 1912)
- 2003:
  - Earl Battey, amerykański baseballista (ur. 1935)
  - Mohamed Choukri, marokański pisarz pochodzenia berberyjskiego (ur. 1935)
  - Ray Lewis, kanadyjski lekkoatleta, sprinter (ur. 1910)
- 2004:
  - Elmer Andersen, amerykański przedsiębiorca, filantrop, polityk (ur. 1909)
  - Jan Czerwiński, polski operator dźwięku (ur. 1928)
  - Honorat Wiśniewski, polski trener lekkoatletyki (ur. 1942)
- 2006:
  - Wiesław Pyda, polski scenarzysta i operator filmowy (ur. 1930)
  - Ana Carolina Reston, brazylijska modelka (ur. 1985)
- 2007 – Elżbieta Ostrowska, polska pisarka (ur. 1923)
- 2008:
  - Witold Banasikowski, polski lekkoatleta, płotkarz (ur. 1954)
  - Janusz Christa, polski rysownik, autor komiksów (ur. 1934)
  - Romuald Siemionow, polski strzelec sportowy (ur. 1949)
- 2009:
  - Derek B, brytyjski raper (ur. 1965)
  - Antonio de Nigris, meksykański piłkarz (ur. 1978)
  - Helena Eilstein, polska filozof pochodzenia żydowskiego (ur. 1922)
  - Pierre Harmel, belgijski prawnik, polityk, premier Belgii (ur. 1911)
  - Jocelyn Quivrin, francuski aktor (ur. 1979)
  - Paweł, serbski duchowny prawosławny, patriarcha Serbii (ur. 1914)
- 2010:
  - Ángel Cabrera, urugwajski piłkarz (ur. 1939)
  - Larry Evans, amerykański dziennikarz, szachista (ur. 1932)
  - Andreas Kirchner, niemiecki bobsleista (ur. 1953)
  - Imre Polyák, węgierski zapaśnik (ur. 1932)
  - Andrzej Pytlakowski, polski szachista, dziennikarz (ur. 1919)
- 2011:
  - William Arveson, amerykański matematyk (ur. 1934)
  - Oba Chandler, amerykański inżynier, przestępca (ur. 1946)
  - Jakub Goldberg, polsko-izraelski historyk (ur. 1924)
  - Ingrid Sandahl, szwedzka gimnastyczka (ur. 1924)
- 2012:
  - Théophile Abega, kameruński piłkarz (ur. 1954)
  - Josef Kloimstein, austriacki wioślarz (ur. 1929)
  - Jerzy Żeligowski, polski lekkoatleta, skoczek w dal, trener (ur. 1958)
- 2013:
  - Karla Álvarez, meksykańska aktorka (ur. 1972)
  - Raimondo D’Inzeo, włoski jeździec sportowy (ur. 1925)
  - Glafkos Kliridis, cypryjski polityk, prezydent Cypru (ur. 1919)
  - Barbara Park, amerykańska pisarka (ur. 1947)
- 2014:
  - Henryk Jachimowski, polski poeta, prozaik, dramaturg (ur. 1938)
  - Valéry Mézague, kameruński piłkarz (ur. 1983)
- 2015:
  - Vincent Margera, amerykański aktor, przestępca (ur. 1956)
  - Gisèle Prassinos, francuska poetka, pisarka (ur. 1920)
  - Czesław Szachnitowski, polski malarz (ur. 1914)
- 2016:
  - Sixto Durán Ballén, ekwadorski architekt, polityk, prezydent Ekwadoru (ur. 1921)
  - Bobby Campbell, północnoirlandzki piłkarz (ur. 1956)
  - Hans Joachim Czub, niemiecki prawnik, sędzia Federalnego Trybunału Sprawiedliwości (ur. 1951)
- 2017:
  - Lil Peep, amerykański raper (ur. 1996)
  - Luis Bacalov, argentyński kompozytor muzyki filmowej, pianista, aranżer (ur. 1933)
  - Françoise Héritier, francuska antropolog (ur. 1933)
  - Frans Krajcberg, brazylijski rzeźbiarz, malarz, fotograf (ur. 1921)
  - Halina Wasilewska-Trenkner, polska ekonomistka, polityk, minister finansów (ur. 1942)
- 2018:
  - John Bluthal, brytyjski aktor (ur. 1929)
  - Roy Clark, amerykański piosenkarz i gitarzysta country (ur. 1933)
  - William Goldman, amerykański prozaik, dramaturg, scenarzysta filmowy (ur. 1931)
  - Żores Miedwiediew, gruziński biolog, agronom, historyk, dysydent (ur. 1925)
  - Flemming Nielsen, duński piłkarz (ur. 1934)
  - Lubomir Tomaszewski, polski malarz, rzeźbiarz, projektant porcelany, pedagog (ur. 1923)
- 2019:
  - Harrison Dillard, amerykański lekkoatleta, sprinter, płotkarz (ur. 1923)
  - Vojtěch Jasný, czeski reżyser i scenarzysta filmowy (ur. 1925)
  - Marcel Mart, luksemburski prawnik, dziennikarz, polityk, minister, prezes Europejskiego Trybunału Obrachunkowego (ur. 1927)
  - Juliusz Paetz, polski duchowny katolicki, biskup łomźyński, arcybiskup metropolita poznański (ur. 1935)
- 2020:
  - Ray Clemence, angielski piłkarz, trener (ur. 1948)
  - Janusz Leśniewski, polski aktor (ur. 1951)
  - Witold Sadowy, polski aktor, publicysta teatralny (ur. 1920)
  - Jan (Tasias), grecki duchowny prawosławny, metropolita Langadas (ur. 1958)
  - Andrzej Turczyński, polski pisarz, poeta, dramaturg, publicysta, tłumacz (ur. 1938)
  - Raúl Eduardo Vela Chiriboga, ekwadorski duchowny katolicki, arcybiskup Quito, kardynał (ur. 1934)
- 2021:
  - Katarina Blagojević, serbska szachistka (ur. 1943)
  - Andrzej Janicki, polski rysownik, autor komiksów (ur. 1966)
  - Stanisław Pasynkiewicz, polski chemik, wykładowca akademicki (ur. 1930)
- 2023:
  - Aage Hansen, norweski żużlowiec (ur. 1935)
  - Daisaku Ikeda, japoński prozaik, eseista, poeta, filozof (ur. 1928)
  - Wołodymyr Stryżewski, ukraiński piłkarz, trener (ur. 1953)
- 2024:
  - Trygve Bornø, norweski piłkarz (ur. 1942)
  - Celeste Caeiro, portugalska pacyfistka (ur. 1933)
  - Béla Károlyi, rumuński trener gimnastyki sportowej (ur. 1942)
  - Tadeusz Nowacki, polski publicysta, polityk, poseł na Sejm PRL (ur. 1951)
  - Andrzej Stania, polski górnik, inżynier, samorządowiec, prezydent Rudy Śląskiej, prezes Związku Górnośląskiego (ur. 1948)
  - Yuriko Takagi, japońska arystokratka, księżna Japonii (ur. 1923)
  - Minsieit Tazietdinow, rosyjski zapaśnik (ur. 1960)